# Schneefälle in Mitteleuropa im Januar 2019
Die Schneefälle im Januar 2019 waren ein Starkschneeereignis in Mitteleuropa und anderen Gebieten Europas in der ersten Januarhälfte 2019.

## Meteorologische Grundlagen

### Verlauf
Verursacht wurde der Starkschnee durch eine kräftige Mischzone von entlang einer Omega-Lage nach Mitteleuropa einströmenden feuchten Atlantik- und polaren Kalt-Luftmassen. Ein blockierendes Hoch über den Britischen Inseln (Angela)
und mehrere Tiefdruckkomplexe über Skandinavien steuerten diese Nordströmungen gegen den Alpenraum.
Dadurch kam es zu längerandauerndem intensivem Stauniederschlag auf der Alpennordseite, mit stürmischen Winden in Höhenlagen.
Zugrunde lag eine starke Oszillation des Jetstreams, die zu einem vergleichsweise schmalen Band der Ereignisse führt.
Betroffen waren von Beginn an der nördliche Ostalpenraum
(Tiefs André – in Skandinavien Alfrida oder Aapeli – und Benjamin).
Durch Verwehungen entsteht hohe Lawinengefahr.
Besonders ungünstig war die zeitweise Temperaturzunahme durch Warmfronten (Benjamin und Donald – in Skandinavien Jan), Leichtschnee wurde in den tieferen Lagen von zunehmendem Nassschnee überlagert, und gebietsweise regnete es in die hohen Schneedecken der Vortage.
Die Schneefälle waren schon in der ersten Woche extrem ergiebig, mit verbreitet in Nordstaulagen bis 1 Meter Schneehöhe, lokal bis 2 Meter.
Nach einer kurzen Entspannung im Alpenraum setzte über das Wochenende 12./13. Januar hinaus nochmals ergiebiger Niederschlag ein (Tief Florenz), mit bis zu einem weiteren Meter Neuschnee.
Dieser dauerte bis Dienstag, den 15. Januar, dann setzte sich eine Umstellung der Großwetterlage mit Hochdruckeinfluss im Süden und Zustrom kühlerer und trocknerer Luftmassen im Norden durch. Im Alpenvorland und Erzgebirgsvorland kam es örtlich zu kleineren Ausuferungen und Überschwemmungen.
Eine Besonderheit war die scharfe Südgrenze des Niederschlagsraumes am Alpenhauptkamm, die Südhälfte der Alpen hat starken Nordföhn, und kaum Niederschlag. Auch die Westalpen waren nur am Rande betroffen. Auf der Schweizer Alpensüdseite wuchs sich der Nordföhn zum Sturm an. Auch am Westrand des Scheefallraumes herrschte Wind vor, mit einer über zwei Wochen andauernden Mistral-Periode im französischen Rhonetal.
Das erste der Skandinavientiefs (André/Alfrida/Aapeli) verursachte Sturm und gröbere Sturmfluten in Südskandinavien,
das zweite (Benjamin) Sturm an der Nordseeküste (leichte Sturmfluten) und im Nordstau des Erzgebirges.
Ähnlich prekäre Verhältnisse wie in Zentraleuropa herrschen durch die nördlicher abziehenden Tiefs (André/Alfrida, Sturmtief Donald/Jan, Eugen) auch in Nordnorwegen, mit Verwehungen und ebenfalls mit hoher Lawinengefahr.
Parallel kam es im östlichen Mittelmeerraum und Schwarzmeergebiet durch Tiefs (Sophia, Christof), die von Süden auf die kontinentale Kaltluft treffen, zu Unwettern.
Mit einem Kaltluftvorstoß aus Nordosten gab es auch im Karpatenraum und im Adriaraum zunehmend intensiveren Niederschlag, der mit unüblichem Schneefall und Starkregen bis in den Nahen Osten reichte, sowie strengen Frost im Balkanraum bis Nordgriechenland (8. Januar Vásárosnamény in Nordostungarn −18,6° C; Florina in Westmakedonien um −21° C).
In der Mischzone der Atlantik- und Mittelmeertiefs südlich der Alpen, in Nordwestitalien, gab es schwere Wintergewitter und auch vereinzelt Waldbrände.
| | |
| Großwetterlage und Aktionszentren, Freitag, 4. auf Samstag, 5. Januar (00 UTC): Hoch Angela über den Britischen Inseln, Tief André über dem Baltikum und Sophia über der Ägäis. Stauniederschläge in den Ostalpen und Südosteuropa.                                   | Alpenbogen etwa vom Arlberg bis ins Salzkammergut am Montag, 7. Januar. Erkennbar sind die dichte Bewölkung im Nordstau vom Alpenhauptkamm nordwärts bis ins Alpenvorland, und die Leewellen des Nordföhns südlich davon, Süd- und Osttirol, Oberkärnten sind bis auf die Höhenlagen schneefrei und teils wolkenlos. (Terra-MODIS-Satellitenbild)                            |
| | |
| Wetterlage Dienstag, 8. Januar, 12:00 UTC: Auftreffen der breiteren Front von Tief Benjamin (über der Ostsee) auf den Alpen-Karpatenraum; charakteristische Omega-Lage (Ω) über dem Nordatlantik; zwischen den beiden Aktionszentren ein Sturmkanal über der Nordsee. | Weltkarte der 200-hPa-Druckflächen-Anomalien, 9. Januar: rechts bzw. links oben das mächtige Hoch (Angela) über dem Nordostatlantik, Tief über Südosteuropa (Christof) und die Spur der Jetstream-Welle; Kaltlufteinbrüche auch in Zentralasien, vor Japan, entlang der Nordamerikanischen Westküste und über Süd-Südamerika (Grafik NCEP Climate Data Assimilation System). |
| | |
| Wetterlage Freitag, 11. Januar, 00:00 UTC: Höhentiefs über der Adria und dem Baltikum, zwischen dem Mittelmeertief Christof und dem Sturmtief Donald hoch im Norden.                                                                                                  | Blocking Index 20. Dez. 2018 – 20. Jan. 2019: Zeigt den moderaten Blockadekomplex im Raum 30°W bis 30°O, Nordatlantik bis Osteuropa, mit Maximum im Osten; die kräftigere Blockade auf 90°–180°O vor Silvester beruht auf der Wirkung des Sudden warmings auf Sibirien (Hovmöller-Diagramm des 500-hPa-Geopotentialhöhengradienten).                                         |
| | |
| Wetterlage 13. auf 14. Januar: Hoch Angela, Tief Florenz; Umstellung auf stürmische Nordwestströmung, zweites Niederschlagsmaximum im Alpenraum. | |

### Klimatologie
In den letzten Dezembertagen war es zu einer plötzlichen Stratosphärenerwärmung (Sudden stratospheric warming) gekommen, der Polarwirbel spaltete sich in mehrere Zentren (Polar vortex split).
Der Januar war im zentralen Alpenraum von der Ostschweiz bis Salzburg einer der zehn niederschlagsreichsten Januare der vergangenen etwa 150 Jahre, und insbesondere in den Höhenlagen der kälteste seit etwa 30 Jahren, nämlich 1985 respektive 1987.
| Ort | Seehöhe in m (ü. A./ü. M.), gerundet | Land | Schneedeckenhöhe 15. Jan. | Neuschneesumme 1. – 15. Jan. | Neuschneesumme 1. – 10. Jan. | statistische Wiederkehrzeit in Jahren | seit      |
| --- | ------------------------------------ | ---- | ------------------------- | ---------------------------- | ---------------------------- | ------------------------------------- | --------- |
| Lackenhof | 810                                  | NÖ   | ~190                      | –                            | –                            | –                                     | (1919)    |
| Windischgarsten | 600                                  | OÖ   | –                         | 148                          | –                            | 5–10                                  | (1896)    |
| Bad Mitterndorf | 810                                  | Stm  | –                         | 270                          | –                            | 100                                   | * (1971)  |
| Bad Aussee | 660                                  | Stm  | –                         | 300                          | –                            | 30–50                                 | (1971)    |
| Ramsau a. D. | 1140                                 | Stm  | ~130                      | –                            | ~170                         | –                                     | (o.A.)    |
| Abtenau | 715                                  | Sbg  | –                         | 240                          | –                            | >100                                  | * (1964)  |
| Lofer | 630                                  | Sbg  | –                         | 263                          | ~170                         | >100                                  | * (1971)  |
| Siegsdorf | 615                                  | BY   | 173                       | –                            | –                            | –                                     | * (o.A.)  |
| Hochfilzen | 960                                  | Tir  | ~200                      | 451                          | 311                          | >100                                  | * (1971)  |
| Kufstein | 505                                  | Tir  | –                         | 168                          | –                            | >100                                  | * (1923)  |
| Seefeld i.T. | 1180                                 | Tir  | ~150                      | 283                          | 208                          | >100                                  | * (1895)  |
| Holzgau | 1115                                 | Tir  | –                         | 170                          | –                            | 10                                    | (1895)    |
| Schröcken | 1270                                 | Vbg  | –                         | 310                          | –                            | 5                                     | (1926)    |
| Malbun | 1610                                 | LI   | 169                       | –                            | –                            | –                                     | J½ (1971) |
| St. Antönien | 1510                                 | GR   | 180                       | 357                          | –                            | >30                                   | J½ (1945) |
| Arosa | 1845                                 | GR   | 205                       | –                            | –                            | –                                     | J½ (1953) |
| Quelle: LAWIS /ZAMG, SLF/MeteoSchweiz; DWD 1. … neuer Allzeit-Rekordwert (Neuschneesumme), J½ … Rekord für 1. Januarhälfte (Schneedeckenhöhe) – jeweils seit Messbeginn. |                                      |      |                           |                              |                              |                                       |           |

Schneemengenrekord im Alpenraum hatte Hochfilzen an der tiroler-salzburgischen Grenze mit 300 cm Neuschneefall in 10 Tagen und 450 cm in 14 Tagen (1.–15. Januar); St. Antönien im Prättigau meldete 360 cm.
Tagesneuschneesummen von 30–50 cm sind nicht allzu selten, an 2–3 Tagen hintereinander aber ungewöhnlich. Bei diesem Ereignis trat das zweimal auf. In Bad Aussee waren in vier Tagen 1,80 Meter Schnee gefallen (2.–6. Januar; Loser Berg zu der Zeit 3,90 m Schneehöhe).
Die Schneedeckenhöhen, mit zwischenzeitlichen Setzungen, bemaßen sich in Siedlungsraum verbreitet bis zu 2 Metern mit starken kleinräumigen Schwankungen durch die örtlichen Verhältnisse. Berg-Messstationen meldeten etliche auch 5 Meter und mehr Schneehöhe.
Die Neuschneemengen von der Hochkar- und Dachsteinregion über Salzburg und Berchtesgadener Land bis zum Tiroler Unterland erreichten schon in der ersten Woche Ausmaße wie die Schneefälle Januar/Februar 2006 und waren insgesamt als 30- bis 100-jährliches Ereignis einzustufen, örtlich mehr als 100-jährlich.
In der Schweiz, wo meist die zweite Winterhälfte schneereicher ist, lag am östlichen Alpennordhang, in Nord- und Mittelbünden sowie im Unterengadin etwa doppelt bis dreimal so viel Schnee wie zu dieser Jahreszeit üblich, gebietsweise gar so viel wie noch nie so früh im Jahr.
Gegen das Voralpenland hin bis zum Erzgebirge und Vogtland, wo die Schneehöhe bis 70 cm betrug, war das Ereignis statistisch nur im Bereich 5-jährlicher Wiederkehr.
Eine solche großflächige Lawinenwarnstufe 4–5 hatte es in den Alpen auch schon im Vorjahr (Januar 2018) oder im Lawinenwinter 1998/1999 gegeben.

## Folgen
Gravierende Folgen hatte der Starkschnee in Österreich insbesondere in der nördlichen Steiermark, dem südlichen Nieder- und Oberösterreich, dem ganzen Land Salzburg, in Tirol und Vorarlberg. Im Laufe des Ereignisses weiteten sich die Extrem-Schneefälle auf den Süden und Nordosten von Bayern, Sachsen und später die Ost- und Zentral-Schweiz und das Ober-Kärnten aus.
Auch im Norden Norwegens war die Schneesituation kritisch.
Sturm traf in den ersten Januartagen auch Dänemark und Schweden.
Von Schnee betroffen waren auch Griechenland, Italien, die Türkei, die Krim und sogar der Libanon und Israel, wo es zu Starkniederschlägen kam. Kälte herrschte besonders in Serbien und Rumänien.

### Ereignisse
Bereits am Freitag, den 4. Januar kam es in Österreich samt bayerischem Grenzraum zu etlichen Straßen- und Bahnstreckensperren und Behinderungen im Flugverkehr wegen Schneeverwehungen, Schneebruch von Bäumen, Unfällen oder Lawinengefahr, mit umfangreicheren Staus im Weihnachtsferien-Rückreiseverkehr. Am Mittwoch, den 9. weiteten sich die Verkehrsbehinderungen mit Schneetreiben auf weitere Teile Deutschlands aus.
Der Sturm in Südskandinavien sorgte ebenfalls für größere Behinderungen, auf der Storebælt-Brücke kam es zu einem Eisenbahnunfall am 3. Januar mit acht Todesopfern. Bei Leogang (Land Salzburg), bei Siegsdorf (Bayern) und am Brocken im Harz gab es Zugunfälle ohne Personenschaden.

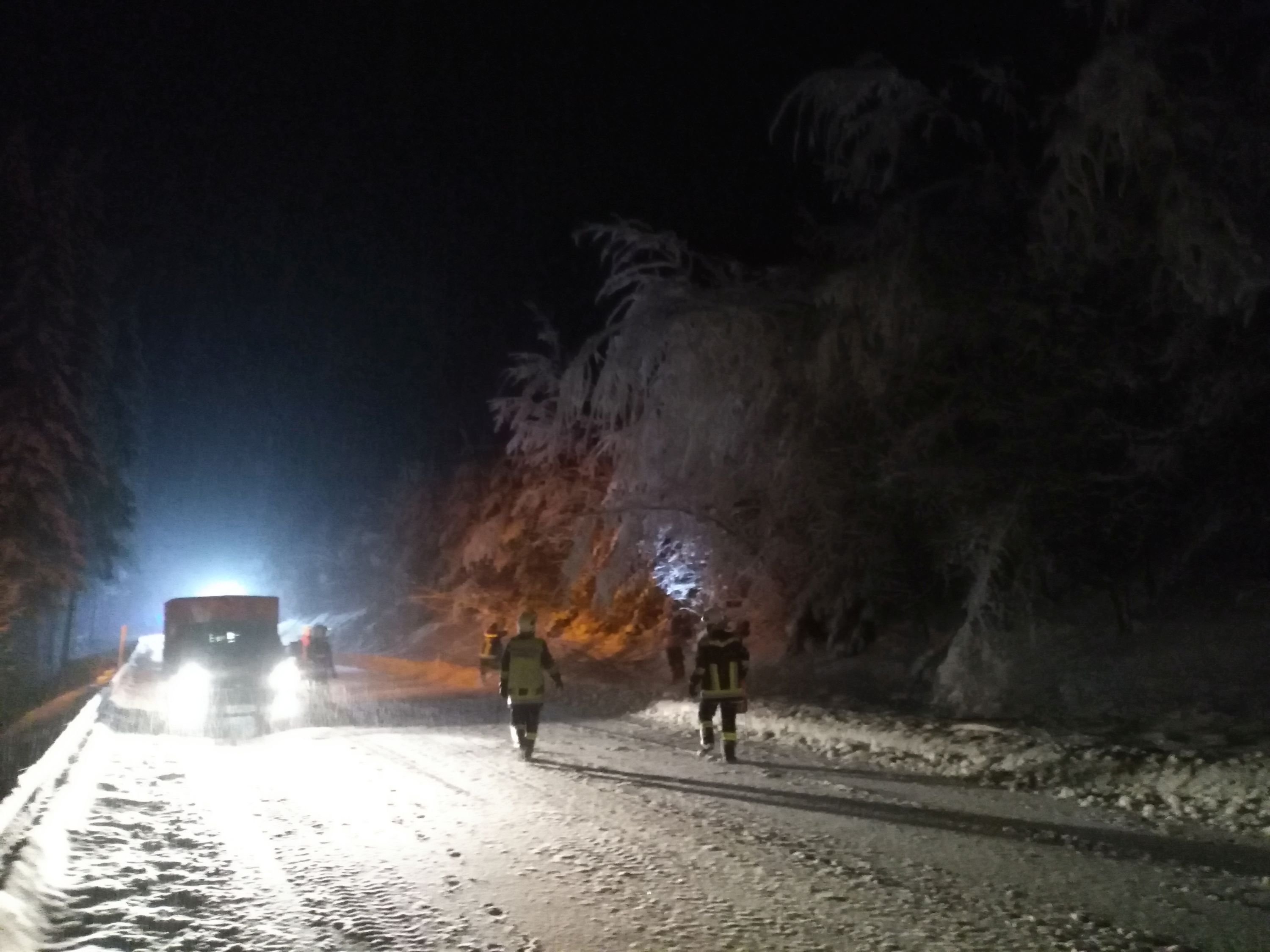
Baumbruch-kritischer Straßenabschnitt; 9. Januar bei Bad Leonfelden

Im steirischen Ennstal, Inneren Salzkammergut, Ausseerland, Land Salzburg, im Nordtirol, Vorarlberg und Oberbayern waren Orte zeitweise von der Außenwelt abgeschnitten, so Radmer, am Präbichl, die Sölktäler, am Obertauern, Hallstatt und Obertraun, die Gosau, im Kühtai, Ziller-, Pitz- und Kaunertal, im Paznaun, am Arlberg, im hinteren Montafon sowie in der Jachenau und bei Berchtesgaden (Bayern). Davon betroffen waren zeitweise in der Größenordnung von 10000 Einheimischen und Urlaubsgästen.
Im Raum Pölstal–Hohentauern–Pusterwald (Obersteiermark) wurde am 7. der Katastrophenalarm ausgerufen, später auch am Hochkar im Mostviertel (Niederösterreich), sowie in Miesbach und im Landkreis Traunstein sowie für Teile des Landkreises Berchtesgadener Land (Bayern). Es wurden ab 5. Januar auch Evakuierungen wegen drohendem Lawinenabgang notwendig (St. Johann am Tauern, Schigebiete Hochkar, Loser).
Versorgungs- und Erkundungsflüge sind wegen der Sicht und dem Wind nur sehr eingeschränkt möglich.
In der Obersteiermark und Vorarlberg wurde das Bundesheer für den Assistenzeinsatz in der Notversorgung angefordert.
Am 9. war auch ein Orte im Erzgebirge, Carlsfeld, isoliert.
Die gut prognostizierte Niederschlagslücke an den Alpen um den Freitag, den 11. Januar, und auch das am 14. einsetzende Schönwetter, wurde für zahlreiche Lawinensprengungen genutzt, womit etliche Straßensperrungen wieder aufgehoben werden konnten. Bis zum darauffolgenden Wochenende hatte sich die Verkehrslage weitgehend normalisiert.
Mit der Schneefront des Wochenendes vom 12./13. wurde die Lage wieder prekär, diesmal auch in Oberkärnten und Osttirol, und im Raum Ost- und Zentralschweiz. Isoliert waren Tweng im Lungau, das Großarltal, Raurisertal, Glemmtal, und das Salzburger Saalachtal (Unken, Lofer), das Ötztal und wieder das Paznaun und die Arlbergregion, sowie Disentis in der bündnerischen Surselva. Alleine im Land Salzburg waren über 40.000 Menschen eingeschlossen.
Zeitgleich kam es auf Spitzbergen (Svalbard) wegen des Winterorkans zu Evakuierungen.
Am Montag, den 7. Januar, herrschte schon weitgehend im gesamten Hochgebirgsraum der Ostalpen die Lawinenwarnstufe 4.
Am folgenden Tag setzten die Lawinenkommissionen für die Berggebiete fast der ganzen Obersteiermark, der Ybbstaler Alpen, und der Oberösterreichischen und Salzburger Kalkhochalpen auf die höchste Stufe 5.
Nach kurzer Entspannung wurde am 13. Januar in Salzburg, Tirol und Vorarlberg wieder Stufe 5 festgestellt, und diesmal auch im Raum Zentralschweizer und Berner Alpen. Die zwischen Landeck und Bludenz ohnehin gelegentlich von Lawinensperren betroffene Arlbergbahn wurde ungewöhnlich lange, vom 13. bis 18. Januar gesperrt und, wie bei Sperren dort üblich, ein Schienenersatzverkehr durch den als wintersicher geltenden Arlberg-Straßentunnel eingerichtet.
Lawinen auf der Schwägalp (Ostschweiz, 10. Januar), Obertauern (Salzburg) und Brixen im Thale (Tirol, beide 14. Januar) und am Ortsrand von Ramsau am Dachstein (Steiermark, 15. Januar) schädigten einzelne Häuser teils mit Leichtverletzten. Lawinen in Warth (Arlberggebiet), die die Dorfmitte erreichte, und am Pass Strub (Saalachtal, beide 14. Januar), die die erst kurz vorher gesperrte überregionale Durchzugstraße verschüttet, blieben ohne Schäden. Sonst traten bisher keine großen Schadlawinen auf.
Trotz der in allen Medien publizierten Warnungen gab es aber mehrere Lawinentote im freien Gelände.
Lawinenopfer gab es auch in Norwegen (bei Tromsø).

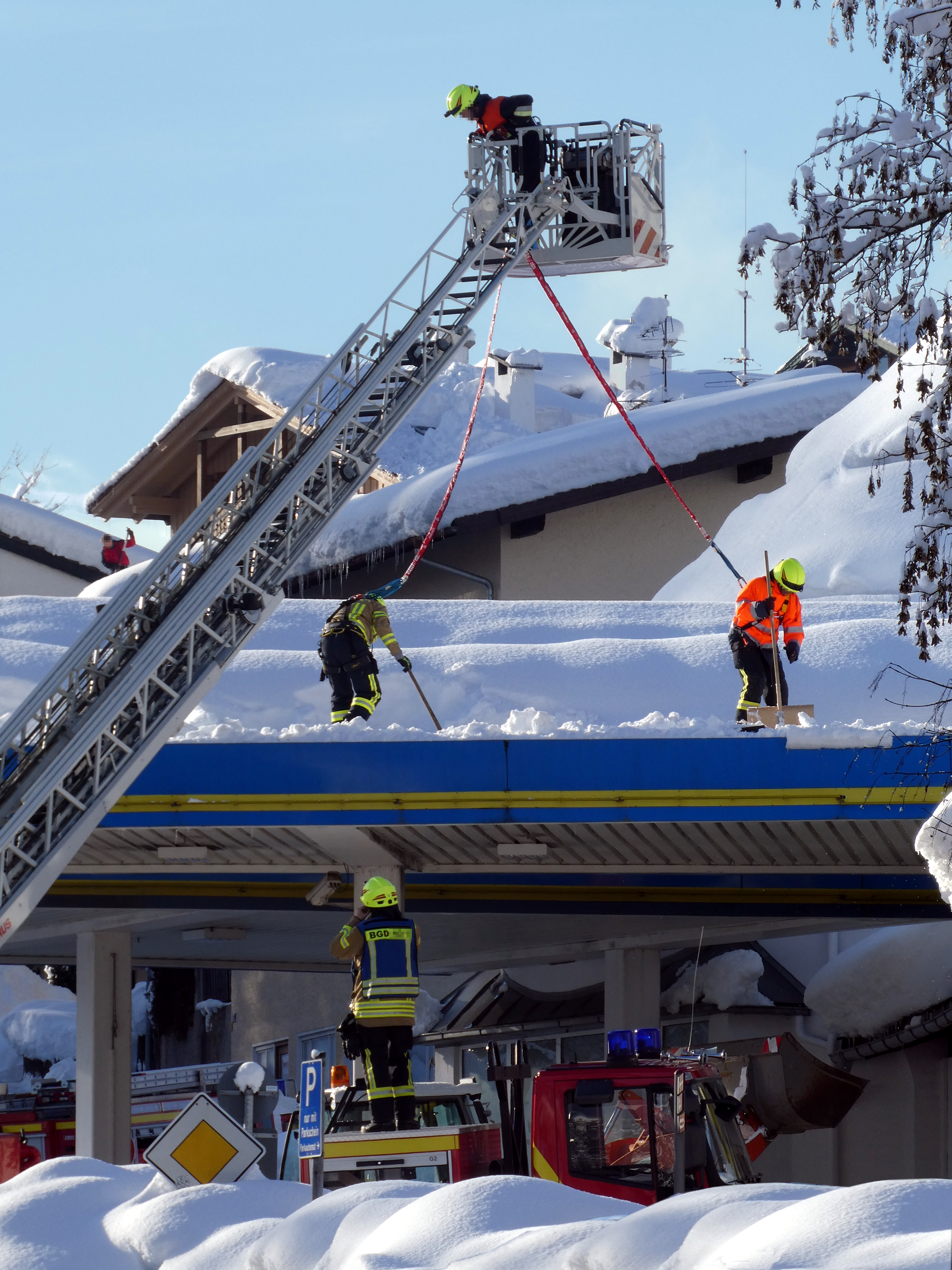
Die Feuerwehr räumt ein Flachdach; 11. Januar in Berchtesgaden

Auf Grund der Erfahrungen, die mit den zahlreichen Halleneinstürzen wegen der hohen Schneelasten Winter 2006 gemacht wurden, kümmerten sich die Einsatzkräfte frühzeitig um Hilfeleistung beim Abschaufeln von Dächern. Auch dazu wird zusätzlich zu den einheimischen Kräften das Bundesheer eingesetzt, wie auch Polizeieinheiten, und zahlreiche Züge von Freiwilligen Feuerwehren aus den weniger betroffenen Regionen der Alpenvorländer im Rahmen des Katastrophenhilfsdiensts. Das betrifft hauptsächlich die feuchteren Tieflagen im Traunviertel, im Salzkammergut, im Salzburger Flachgau, und im Vorarlberger Rheintal. Größere Bauschäden waren bis zum Wochenende 12./13. kaum zu vermelden. Es gab aber Todesopfer bei Arbeitsunfällen.
Zahlreiche Skigebiete in Österreich mussten zeitweise ihren Betrieb einstellen, weil der Pistendienst nicht mehr möglich war.
Die Sturmfluten in Dänemark (lokal von 20-jährlichem Ausmaß) sorgten ebenfalls für größere Schäden. In Beirut (Libanon) gab es nach den starken Niederschlägen eine Schlammflut, in Galiläa und am Golan (Israel) großräumigere Überflutungen.
Die Kälte in Südosteuropa forderte in Rumänien Menschenleben.
Betroffen war auch die Stromversorgung durch Baumbruch, auch außerhalb der Alpen im Hausruck und Kobernaußerwald, Mühlviertel und im Bayerischen Wald, wo weniger die Schneemengen als der Nassschnee ein Problem waren. Längerfristige Stromausfälle konnten aber vermieden werden. In Südschweden kam es durch den Sturm zu Monatsanfang zu umfangreicheren Netzzusammenbrüchen.

### Schäden
Erste Schätzungen für des Schadensausmaß liegen für Österreich bei um die 30–40 Mio Euro für Versicherungsfälle, ähnlich wie 2006.
In Oberösterreich werden durch den Schneedruck rund 200.000 Festmeter Schadholz erwartet.
Die bisher als lawinensicher geltende Totalphütte wurde von einer Lawine schwer getroffen und teilweise weggerissen; der (modernisierte) Wiederaufbau kostete 3,1 Millionen Euro.
Nach der Lawine vom 10. Januar ging zwischen dem 13. und 14. Januar 2019 eine weitere auf die Schwägalp nieder. Diese beschädigte und labilisierte eine Stütze der Säntisbahn so stark, dass der Bahnbetrieb über mehrere Monate ruhte.

### Debatten
Problematisch wurden im Rahmen des Ereignisses Fälle, bei denen fahrlässige Personen nicht nur sich, sondern bei Unfall auch Andere, und insbesondere die Rettungskräfte in Gefahr bringen. Neben dem bekannten Problem leichtsinniger Wintersportler gab es zunehmend Meldungen, dass Straßensperren ignoriert oder gar weggeräumt werden. Bei Wildalpen wurde eine Urlaubergruppe auf gesperrter Straße in den Fahrzeugen fast von einer Lawine verschüttet. An der Katschbergstraße wurden mehrfach die festinstallierten Schranken abmontiert, Ermittlungen wegen schwerer Sachbeschädigung wurden eingeleitet. Von einigen Straßenmeistereien wurde dazu übergegangen, massive Schneebarrikaden auf gesperrten Straßen zu errichten und damit zu verhindern, dass diese Sperren umfahren werden können.
Ein Thema waren auch die Auswirkungen auf Urlaube. Prinzipiell gilt in Österreich, dass ein Urlaubsgast, der den Urlaubsort – auch wegen höherer Gewalt – nicht verlassen kann, weiter für die Unterkunft bezahlen muss.
In den österreichischen Tourismusgebieten gab es auch Beschwerden seitens der Hotellerie über eine übertriebene Berichterstattung der Medien über die Zustände. Ungeachtet dessen hielten sich Stornierungen von Gästen auch in den stark betroffenen Regionen in Grenzen.

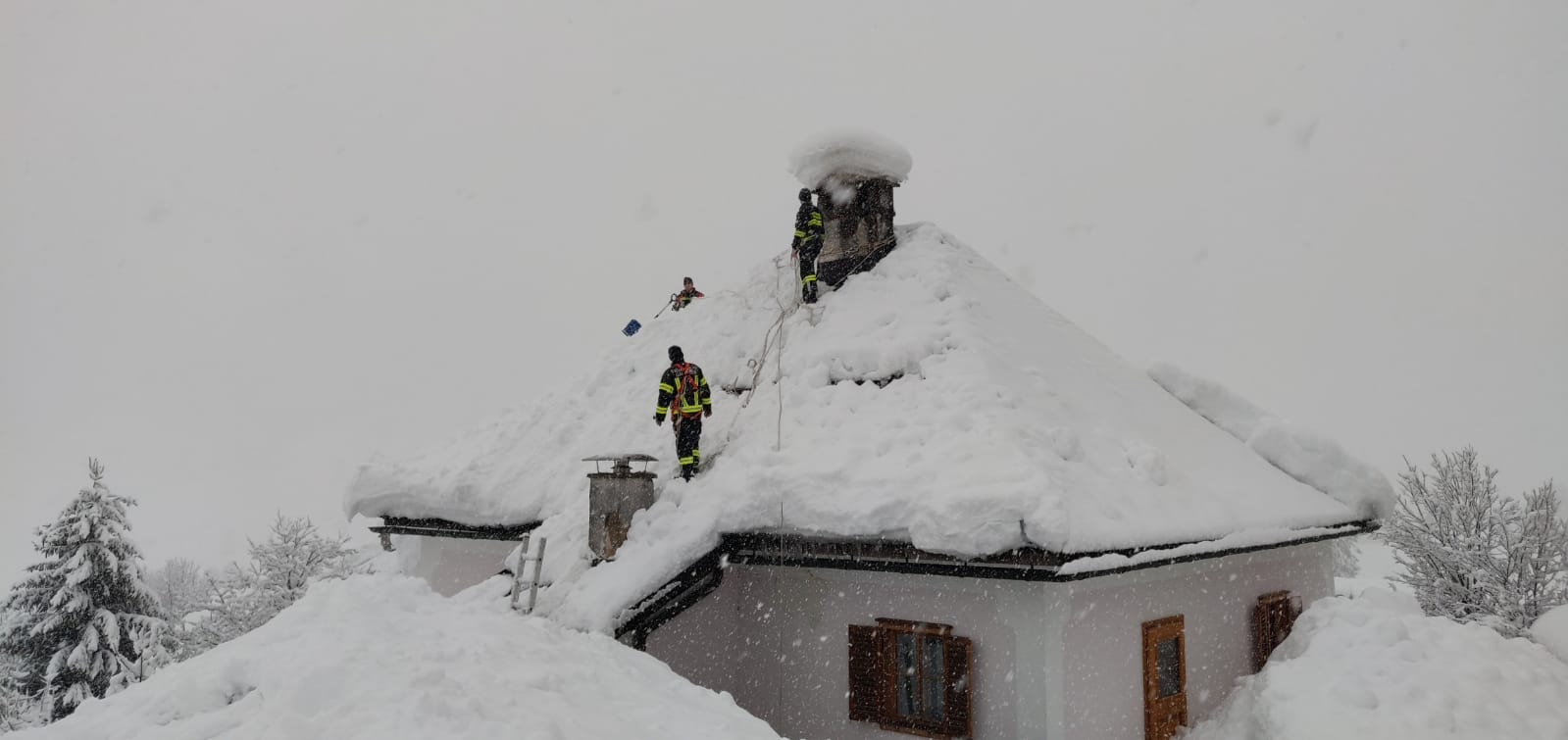
Angeseiltes Abschaufeln am Steildachl, 14. Januar in Gosau

In Österreich wurden seitens der Einsatzorganisationen Stimmen laut, dass der freiwillig-gemeinnützige Hilfseinsatz einer besseren gesetzlichen Regelung bedürfe. Besonders die Arbeit der Freiwilligen Feuerwehren oder der Rettungen (Unfallhilfe wie auch beispielsweise Flug- und Bergrettung) beruht bisher auf Goodwill-Lösungen: Rechtlich ist der Hilfseinsatz ein Fernbleiben von der Arbeit. Hilfsdienste stellen aber einen rechtmäßigen Hinderungsgrund dar, es drohen also keine arbeitsrechtlichen Sanktionen (z. B. Verwarnung, Entlassung). Trotzdem müssen sich die Helfer dafür Urlaub nehmen, oder mit dem Arbeitgeber eine Kulanzlösung wie Zeitausgleich vereinbaren. Zwar ist der gesellschaftliche Rückhalt der Feuerwehren und Rettung in Österreich extrem groß, und in der Praxis gibt es nur seltenst Konfliktfälle zwischen Arbeitgebern und helfenden Beschäftigten. Trotzdem scheint eine arbeitsrechtliche Basis, auch mit Blick auf neue Beschäftigungs- und Arbeitszeitmodelle, zeitgemäß. Das steht auch in der allgemeinen Debatte der Respektierung des großen volkswirtschaftlichen Nutzens ehrenamtlicher Tätigkeiten. Direkt nach dem Januarereignis kündigte dann beispielsweise die Firma TGW Logistics in Marchtrenk, mit gut 3000 Beschäftigten, an, eine interne Betriebsvereinbarung für Freistellungen von Feuerwehr-Angehörigen als bezahlte Arbeitszeit einzuführen.